# Zwartnekjufferduif
De zwartnekjufferduif of zwartnekvruchtenduif (Ptilinopus melanospilus) is een duif die voorkomt in Indonesië, Maleisië en de Filipijnen.

## Algemeen
De zwartnekjufferduif is een jufferduif van gemiddelde grootte. Het mannetje heeft een vaalwitte kop met een zwarte plek achter op de kop. De buik en vleugels zijn groen, de staart bruin en de hals is geel. De staart is aan de onderzijde geel en roze. De snavel is geel. Het vrouwtje en de juveniel zijn geheel groen.

## Ondersoorten en verspreiding
De zwartnekjufferduif komt voor in Indonesië en de Filipijnen. Er worden vijf ondersoorten onderscheiden:
- P. m. bangueyensis: de zuidelijk Filipijnen en de eilanden nabij noordelijk Borneo.
- P. m. xanthorrhous: Talaudeilanden, Sangihe-eilanden en Doi.
- P. m. melanospilus: Sulawesi en de Togian-eilanden.
- P. m. chrysorrhous: de Banggai-eilanden, de Soela-eilanden en de zuidelijke Molukken.
- P. m. melanauchen: van Java, Bali tot Alor, Matasiri, Kangean en de eilanden ten zuiden van Sulawesi.

## Voedsel
Het dieet van deze soort bestaat voornamelijk uit fruit, vijgen en bessen.

## Voortplanting
Het vrouwtje legt meestal een enkel wit ei in een nest gemaakt van kleine takjes.